# Élections municipales québécoises de 2017
Les élections municipales québécoises de 2017, tenues le 5 novembre 2017, ont permis d'élire les membres des conseils municipaux de 1 100 municipalités locales et le préfet de 16 municipalités régionales de comté. Au moins un poste était soumis au vote dans 842 municipalités locales et 10 municipalités régionales de comté, alors qu'un total de 4 471 personnes (55,6 % des candidats) ont été élues sans opposition et donc sans scrutin.

## Contexte et déroulement
Les municipalités avaient jusqu'au 31 mai 2016 pour mettre à jour les divisions électorales de leur territoire. Le dépôt des déclarations de candidatures s'est effectué du 22 septembre au 6 octobre 2017. Le 1er octobre 2017 était la date limite pour s'inscrire sur la liste électorale. Les noms des élus sans opposition ont été rendus publics à partir du 6 octobre. Le vote itinérant et anticipatif s'échelonnait du 28 au 30 octobre, tandis que le vote par correspondance se terminait le 3 novembre.
Le scrutin s’est déroulé le 5 novembre. La proclamation des élus a eu lieu cinq jours plus tard.

## Résultats

### Principales villes
- Élections municipales de 2017 à Montréal
- Élections municipales de 2017 à Québec
- Élections municipales de 2017 à Laval
- Élections municipales de 2017 à Gatineau
- Élections municipales de 2017 à Longueuil
- Élections municipales de 2017 à Sherbrooke
- Élections municipales de 2017 à Saguenay
- Élections municipales de 2017 à Lévis
- Élections municipales de 2017 à Trois-Rivières
- Élections municipales de 2017 à Terrebonne
- Élections municipales de 2017 à Saint-Jean-sur-Richelieu

### Par région
1. Bas-Saint-Laurent
2. Saguenay–Lac-Saint-Jean
3. Capitale-Nationale
4. Mauricie
5. Estrie
6. Région de Montréal
7. Outaouais
8. Abitibi-Témiscamingue
9. Côte-Nord
10. Nord-du-Québec
11. Gaspésie–Îles-de-la-Madeleine
12. Chaudière-Appalaches
13. Région de Laval
14. Lanaudière
15. Laurentides
16. Montérégie
  1. Acton
  2. Beauharnois-Salaberry
  3. La Vallée-du-Richelieu
  4. Le Haut-Richelieu
  5. Le Haut-Saint-Laurent
  6. Les Jardins-de-Napierville
  7. Les Maskoutains
  8. Agglomération de Longueuil
  9. Marguerite-D'Youville
  10. Pierre-De Saurel
  11. Roussillon
  12. Rouville
  13. Vaudreuil-Soulanges
17. Centre-du-Québec

### Municipalités régionales de comté
- Élections préfectorales québécoises de 2017

## Statistiques
Les statistiques compilées par le Ministère des Affaires municipales et de l'Habitation révèlent que : 
|                      | Nombre de poste à élire | Candidats | Sans candidat | Élu par scrutin | Élu sans opposition | Genre des élus |
| -------------------- | ----------------------- | --------- | ------------- | --------------- | ------------------- | -------------- |
| Préfet               | 16                      | 41        | 0             | 10              | 6                   | 56,3 % 43,7 %  |
| Maire                | 1 100                   | 1 941     | 5             | 561             | 534                 | 81,2 % 18,8 %  |
| Conseiller municipal | 6 915                   | 10 972    | 75            | 2 909           | 3 931               | 65,5 % 34,5 %  |
| Total                | 8 031                   | 12 954    | 80            | 4 388           | 4 471               | 67,7 % 32,3 %  |